# Scambus fallax
Scambus fallax là một loài tò vò trong họ Ichneumonidae.